# 德布里茨
德布里茨是德国图林根州的一个市镇。总面积3.11平方公里，总人口199人，其中男性97人，女性102人（2011年12月31日），人口密度64人/平方公里。